# Scrutin direct
Le scrutin direct est une opération de vote dont le système d'élection permet aux électeurs de choisir directement la ou les personnes, qu'ils souhaitent voir élues. 

## Caractéristiques
Le suffrage direct peut être uninominal (un seul individu est élu) ou plurinominal (plusieurs individus sont élus).
Il peut être proportionnel (le nombre d'élus est lié au nombre de votes obtenus), comme pour les élections du Parlement européen, ou majoritaire (un ou plusieurs candidats emportent l'élection s'il emporte le plus de voix) comme pour le deuxième tour des élections présidentielles françaises où la majorité absolue est requise pour le futur président.
Il peut être à un tour dans le cas de l'élection de la Chambre des communes britannique, ou à deux tours dans le cas des élections législatives françaises.

## Quelques exemples

### En France
L'élection présidentielle est réalisée au scrutin direct universel majoritaire à deux tours. 
L'élections législative est réalisée au scrutin direct universel à deux tours.

### En Europe
L'élection européenne des députés est réalisé au scrutin universel direct proportionnel.